# Sítio arqueológico de Monte Novo do Castelinho
O Sítio arqueológico de Monte Novo do Castelinho é um conjunto de vários vestígios do período romano, no Município de Almodôvar, em Portugal, que inclui um povoamento, uma barragem e duas necrópoles.

## Descrição
O Monte Novo do Castelinho 1 refere-se a uma barragem, que consiste num aterro de planta rectilínea, construído em terra e pequenos blocos de pedra. A estrutura está parcialmente destruída, tendo sobrevivido uma parte de altura inferior a um metro, e uma base com cerca de onze metros de espessura. Quando foi construída, teria um comprimento de cerca de 56 m. Terá sido construída para abastecer de água uma plantação, embora também pudesse ser usada para abastecer a povoação próxima, uma vez que parte dela estava situada a jusante da barragem, numa cota mais baixa, no sentido Sul.
O povoado de Monte Novo do Castelinho, oficialmente denominado de Monte Novo do Castelinho 2 e classificado como um habitat, é composto por uma plataforma com várias partes de muros e morouços em blocos de pedra aparelhados, principalmente de xisto. No local foram descobertos muitos fragmentos de cerâmica romana, principalmente de construção, como tégulas e ímbrices, e um tijolo de quadrante. Devido à ausência de vestígios típicos de edifícios monumentais, pode-se concluir que o complexo romano provavelmente não seria uma villa.
Os sítios do Monte do Castelinho 3 e 4 referem-se a necrópoles nas proximidades da barragem e do povoado. A terceira tem uma área de dispersão de cerca de 2500 m², sendo composta por várias sepulturas com vestígios dos ritos funerários de inumação e icineração. A icineração dos cadáveres foi comprovada pela presença de uma grande quantidade de cinzas e carvões no local. As sepulturas estavam principalmente cobertas por uma mistura de blocos de xisto de várias dimensões, tendo algumas delas sido igualmente tapadas por lajes de grauvaque e tégulas. Numa delas foi encontrada uma laje de grandes dimensões com Escrita do sudoeste, provavelmente da Idade do Ferro, que terá sido reaproveitada pelos habitantes romanos para cobrir a sepultura. Na segunda necrópole foram recolhidas vários vestígios do período romano, nomeadamente uma taça em terra sigillata hispânica, um prego, parte do bordo de um pequeno recipiente de forma fechada e do gargalo de um unguentário, e várias peças em vidro, incluindo um recipiente e diversos fragmentos de vidro.
Nas proximidades foi encontrada uma outra necrópole da Idade do Ferro e da época romana, a Necróple da Atafona.

## História

### Ocupação original
Segundo os vestígios de cerâmica encontrados no local, o sítio terá sido ocupado durante a época romana. A necrópole do terceiro sítio poderá ter sido utilizada entre os séculos II e IV d.C..

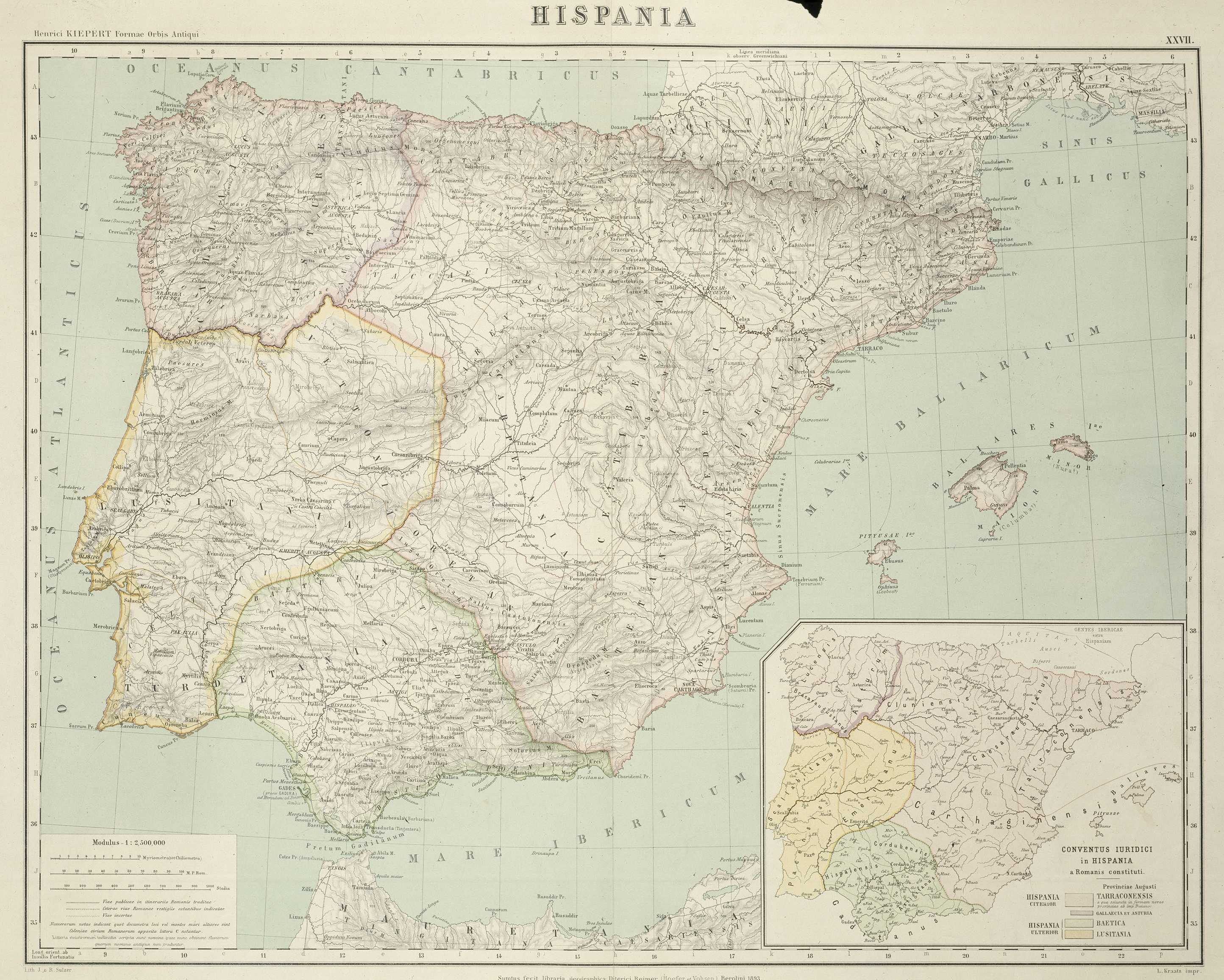
Mapa da Península Ibérica durante o período romano.

### Redescoberta
Os sítios do Monte Novo do Castelinho 1 e 2 foram alvo de trabalhos de prospecção em 1993 e 1999.
No Verão de 1997, Rui Cortes, estudante de arqueologia da Faculdade de Letras da Universidade de Coimbra, que estava no concelho de Almodôvar a fazer trabalhos de cartografia arqueológica, alertou que tinham sido encontrados vestígios durante trabalhos agrícolas, perto da barragem romana. Uma equipa de arqueólogos, composta por Carlos Fabião, Amílcar Guerra, Teresa Laço, Samuel Melro e Ana Cristina Ramos foi ao local nos finais de Julho, tendo encontrado um grande conjunto de sepulturas romanas, muitas delas danificadas pelas obras de revolvimento do solo. Em seguida, a equipa contactou o Instituto Português de Arqueologia, para pedir autorização no sentido de realizar uma intervenção de emergência, de forma a avaliar o estado de destruição dos vestígios, e a autarquia de Almodôvar, para informar o proprietário e pedir-lhe autorização para fazer os trabalhos arqueológicos. O instituto autorizou rapidamente a intervenção, tal como o dono dos terrenos, Duarte António Dias, que afirmou desconhecer ali a presença de vestígios antigos, enquanto que a autarquia de Almodôvar tratou dos contactos e organizou os meios necessários para as obras arqueológicas. Estes foram feitos em Setembro desse ano, coordenadas pela equipa original e por Alexandra Pires, e teve a participação de vários estudantes que estavam a trabalhar nas escavações no Povoado das Mesas do Castelinho, igualmente situado no concelho de Almodôvar. Até 1998, tinham sido encontradas doze sepulturas, algumas delas já muito danificadas. No sítio da necrópole, identificado como Monte Novo do Castelinho 3, foram feitas obras de escavação em 1998, prospecção, escavação, relocalização e identificação em 1999, escavação em 2000 e 2001, e de prospecção em 2009. Por seu turno, a necrópole do Monte Novo do Castelinho 4 foi descoberta durante as obras de escavação da primeira necrópole, em 1998.